# تركي (اسم)
تركي هو اسم علم مذكر من أصل عربي، ومعناه نسبة إلى الترك فقالوا تركي وتركية.

## الأصل اللغوي
والأصل اللغوي يعود الى كلمة "تركي" وهو نسبةً إلى الترك، وهو كذلك يرمز إلى الغلمان الصغار، و كان العرب يحبون شراء الغلمان الصغار ذوي الرشاقة.

## شخصيات تحمل الاسم
- تركي الأول بن عبد العزيز آل سعود (8 فبراير 1900 – 1919)
- تركي الثاني بن عبد العزيز آل سعود (سياسي سعودي، ونائب وزير الدفاع والطيران السابق، 15 سبتمبر 1934 – 12 نوفمبر 2016)
- تركي الحمد (كاتب سعودي، 10 مارس 1953 – )
- تركي الخضير (لاعب كرة قدم سعودي، 23 أغسطس 1987 – )
- تركي الفيصل بن عبد العزيز آل سعود (سياسي سعودي، 15 فبراير 1945 – )
- تركي بن سعيد بن سلطان (4 يونيو 1832 – 4 يونيو 1888)
- تركي بن سلمان آل سعود (1987 – )
- تركي بن طلال بن عبد العزيز آل سعود (أمير سعودي، 11 مايو 1968 – )
- تركي بن عبد الله آل سعود (خامس الأئمة الملوك من آل سعود، 1755 – 10 مايو 1834)
- تركي بن محمد بن فهد بن عبد العزيز آل سعود (5 أكتوبر 1979 – )
- تركي بن عبد المحسن بن عبد اللطيف آل الشيخ (مستشار حالي في الديوان الملكي - ورئيس مجلس إدارة الهيئة العامة للترفيه)
- تركي بن حميد (شاعر وفارس وشيخ قبلي، 1220هـ - 1280هـ)

## وصلات خارجية
- موسوعة السلطان قابوس لأسماء العرب نسخة محفوظة 5 أبريل 2019 على موقع واي باك مشين.